# Chiesa di San Clemente (Portomaggiore)
La chiesa di San Clemente è il principale luogo di culto di Portoverrara, frazione di Portomaggiore in provincia di Ferrara. La sua parrocchia risale al XIII secolo ed è stata soppressa nel XXI secolo.

## Storia
L'istituzione della parrocchia di Portoverrara è antecedente al 1188, poiché a tale data esisteva una chiesa con dedicazione a San Clemente, e quindi risulta essere una delle più antiche del territorio di Ferrara.
A cavallo dei secoli XVIII e XIX l'antico edificio venne sostituito da una nuova chiesa, sullo stesso sito e conservandone alcune parti originali e riconoscibili nella parte absidale esterna, in stile romanico. Rimase inoltre l'originale torre campanaria quadrangolare, dell'XI secolo.
In seguito venne costruita anche una nuova canonica e questo portò a modifiche nella copertura del tetto.
Un importante intervento di restauro conservativo è stato realizzato nel biennio 2015-2016. Sono stati posizionati ed inseriti rinforzi strutturali in acciaio per migliorarne la resistenza sismica e si sono messe in opera difese contro l'aggressione dell'umidità.

## Giurisdizione ecclesiastica
Portomaggiore ha diverse frazioni: Gambulaga, Maiero, Portorotta, Portoverrara, Quartiere, Ripapersico, Runco e Sandolo. Solo quelle di Runco e Gambulaga, pur essendo in provincia di Ferrara rientrano amministrativamente anche nell'arcidiocesi di Ferrara-Comacchio mentre le altre, come Portoverrara, ricadono nell'arcidiocesi di Ravenna-Cervia.